# 캘리포니아주의 범죄
캘리포니아주의 범죄는 미국 캘리포니아주에서 발생하는 범죄를 말한다. 캘리포니아 형사소송법의 주요 법원은 캘리포니아 형법이다.
캘리포니아주는 미국의 평균보다 살인율이 낮다.

## 주 통계
2019년 캘리포니아주에서는 1,679건의 살인, 14,720건의 강간, 915,197건의 재산 범죄를 포함하여 총 1,096,668건의 범죄가 보고되었다.:9 2019년 캘리포니아주에서는 성인 1,012,441명, 청소년 43,181명이 체포되었다.
2014년에는 1,697명이 살인의 희생자였다. 살인의 30%는 갱 관련이었고, 28%는 불특정 싸움, 9%는 가정 폭력, 7%는 강도 관련이었다. 나머지는 알려지지 않았다. 2017년 캘리포니아주의 강력 범죄율은 1.5% 증가하여 50개 주 중 14번째로 높았다.
| 2004년 100,000명당 범죄 발생 건수 (범죄율) | 2004년 100,000명당 범죄 발생 건수 (범죄율) | 2004년 100,000명당 범죄 발생 건수 (범죄율) | 2004년 100,000명당 범죄 발생 건수 (범죄율) | 2004년 100,000명당 범죄 발생 건수 (범죄율) | 2004년 100,000명당 범죄 발생 건수 (범죄율) | 2004년 100,000명당 범죄 발생 건수 (범죄율) | 2004년 100,000명당 범죄 발생 건수 (범죄율) | 2004년 100,000명당 범죄 발생 건수 (범죄율) | 2004년 100,000명당 범죄 발생 건수 (범죄율) | 2004년 100,000명당 범죄 발생 건수 (범죄율) | 2004년 100,000명당 범죄 발생 건수 (범죄율) |
| 강력 범죄율                                | 강력 범죄율                                | 강력 범죄율                                | 강력 범죄율                                | 재산 범죄율                                | 재산 범죄율                                | 재산 범죄율                                | 재산 범죄율                                | 재산 범죄율                                | 재산 범죄율                                | 총계                                       | 순위                                       |
| 인구                                       | 강력 범죄                                  | 살인                                       | 강간                                       | 강도                                       | 중대 폭행                                  | 재산 범죄                                  | 절도                                       | 절도                                       | 자동차 절도                                | 총계                                       | 순위                                       |
| ------------------------------------------ | ------------------------------------------ | ------------------------------------------ | ------------------------------------------ | ------------------------------------------ | ------------------------------------------ | ------------------------------------------ | ------------------------------------------ | ------------------------------------------ | ------------------------------------------ | ------------------------------------------ | ------------------------------------------ |
| 35,893,799                                 | 551.8                                      | 6.7                                        | 26.8                                       | 172.1                                      | 346.3                                      | 3,419.0                                    | 685.1                                      | 2,030.1                                    | 703.8                                      | 11,970.8                                   | 26                                         |

| 연도 | 인구       | 지수      | 강력    | 재산      | 살인  | 강간   | 강도    | 가중 폭행 | 절도    | 절도    | 차량 절도 |
| ---- | ---------- | --------- | ------- | --------- | ----- | ------ | ------- | --------- | ------- | ------- | --------- |
| 1960 | 15,717,204 | 546,069   | 37,558  | 508,511   | 616   | 2,859  | 18,796  | 18,796    | 143,102 | 311,956 | 53,453    |
| 1970 | 19,953,134 | 1,264,854 | 94,741  | 1,170,113 | 1,376 | 7,005  | 45,083  | 45,083    | 349,788 | 682,811 | 137,514   |
| 1980 | 23,532,680 | 1,264,854 | 210,290 | 1,633,042 | 3,411 | 13,693 | 102,766 | 102,766   | 545,138 | 913,070 | 174,834   |
| 1990 | 29,760,021 | 1,965,237 | 311,051 | 1,654,186 | 3,553 | 12,688 | 182,602 | 182,602   | 400,392 | 951,580 | 302,214   |
| 2000 | 33,871,648 | 1,266,714 | 210,531 | 1,056,183 | 2,079 | 9,785  | 60,249  | 138,418   | 222,293 | 651,855 | 182,035   |
| 2010 | 37,338,198 | 1,146,072 | 164,133 | 981,939   | 1,809 | 8,331  | 58,116  | 95,877    | 228,857 | 600,558 | 152,524   |
| 2016 | 39,250,017 | 1,176,866 | 174,796 | 1,002,070 | 1,930 | 10,149 | 54,789  | 104,375   | 188,304 | 637,010 | 176,756   |
| 2017 | 39,613,045 | 1,173,972 | 178,553 | 986,769   | 1,829 | 14,724 | 56,609  | 105,391   | 176,638 | 641,804 | 168,327   |
| 2018 | 39,825,181 | 1,126,387 | 176,866 | 940,998   | 1,739 | 15,500 | 54,312  | 105,315   | 164,540 | 621,288 | 155,170   |
| 2019 | 39,959,095 | 1,096,668 | 173,205 | 915,197   | 1,679 | 14,720 | 52,050  | 104,756   | 151,596 | 622,869 | 140,732   |

## 지역별

### 로스앤젤레스
2010년 로스앤젤레스는 293건의 살인 사건을 보고했다. 2010년 수치는 인구 100,000명당 7.6의 비율에 해당한다. 로스앤젤레스의 살인 사건은 살인율이 21.1(인구 100,000명당)이었던 1993년 최고점을 기록한 이후 감소했다.

## 법적 절차
미국의 50개 주 중 하나로서, 캘리포니아주는 영미법계 형사소송법을 따른다. 캘리포니아 형사소송법의 주요 법원은 캘리포니아 형법 파트 2, "형사소송법에 관하여"이다.
매년 캘리포니아주에서는 약 15만 건의 강력 범죄와 100만 건의 재산 범죄가 발생한다. 약 4천만 명의 인구 중 매년 약 120만 건의 체포가 캘리포니아주에서 이루어진다. 캘리포니아주 고등법원은 매년 약 27만 건의 중범죄 사건, 90만 건의 경범죄 사건, 500만 건의 경죄 사건을 심리한다. 현재 주 교도소에는 13만 명이 수감되어 있고 카운티 교도소에는 7만 명이 수감되어 있다. 이들 중 746명은 사형 선고를 받았다.

### 치안 유지
2018년 캘리포니아주에는 531개의 주 및 지역 법 집행 기관이 있었다. 이들 기관은 총 130,451명의 직원을 고용했다. 전체 직원 중 79,038명은 선서된 경찰관이었다(일반 체포 권한을 가진 자로 정의됨).

#### 경찰 비율
2018년 캘리포니아주에는 주민 10만 명당 200명의 경찰관이 있었다.

### 사형 제도
사형 (사형 제도라고도 함)은 개빈 뉴섬 주지사가 2019년 3월 13일 사형 집행 유예를 발표했음에도 불구하고 캘리포니아주에서 여전히 합법이다. 마지막 사형은 2006년 1월 17일 클라렌스 레이 앨런에게 독살형을 통해 집행되었다.

## 조직 범죄
캘리포니아주의 조직 범죄는 캘리포니아주에서 조직범죄 집단, 거리 갱단, 범죄 극단주의, 테러리스트의 범죄 활동을 포함한다. 전통적인 조직 범죄는 코사 노스트라 (LCN), 코사 노스트라, 카모라 형태이다. 유라시아 범죄 네트워크는 화이트 칼라 범죄, 사기, 성매매, 인신매매를 전문으로 한다. 동남아시아, 라틴 아메리카, 동유럽의 범죄 조직은 공공 안전과 주의 경제에 영향을 미친다.

### 갱단
캘리포니아주의 갱단은 세 가지 범주로 분류된다: 범죄 거리 갱단, 교도소 갱단, 무법 오토바이 갱단. 갱단 운영은 일반적으로 "폭행, 자동차 절도, 드라이브 바이 총격, 불법 약물 및 마약 제조, 약물 및 마약 밀매, 위조, 사기, 주거 침입 강도, 신분 도용, 살인, 무기 밀매, 증인 협박, 법 집행 기관에 대한 폭력"을 포함한다.

### 테러리즘
국내 범죄 극단주의자에는 다양한 인종 우월주의 단체가 포함된다. 국제 테러리스트에는 알카에다, 무자헤딘 에 칼크 (MEK), 자마트 울 푸크라 (JUF)가 포함된다.

## 주목할 만한 사건
- 1846–73: 캘리포니아 대량학살—비원주민이 9,492명에서 16,094명의 캘리포니아 원주민을 살해
- 1856–57: 플로레스 다니엘 갱단.
  - 후안 플로레스—살인으로 교수형
  - 판초 다니엘—시민 폭도에게 린치당함
- 1871: 1871년 로스앤젤레스 차이나타운 학살
- 1877: 1877년 샌프란시스코 폭동
- 1883: 렉싱턴 살인 사건
- 1892: 존과 찰스 러글스—웰스 파고 역마차 강도죄로 교수형
- 1899: J. 엘리스 로들리—위증 유죄 판결; 12년 징역형 선고
- 1905–08: 샌프란시스코 뇌물 재판
  - 아베 루프—뇌물 재판에서 유일하게 유죄 판결을 받은 인물; 뇌물 수수에 대해 유죄를 인정하고 14년 징역형 선고
- 1910: 로스앤젤레스 타임스 폭탄 테러
- 1913: 휘틀랜드 홉 폭동
- 1917: 1917년 새크라멘토 주지사 관저 폭탄 테러
- 1923: 일본 선교 학교 화재
- 1927: 매리언 파커 살인 사건
- 1937: 1937년 폴섬 탈옥 시도
- 1940–41: 새크라멘토 미친 살인자
- 1942: 슬리피 라군 살인 사건
- 1943: 주트 수트 폭동
- 1946: 알카트라즈 전투
- 1947–56: 선셋 스트립 전투
- 1947: 블랙 달리아 살인 사건
- 1951: 피의 크리스마스 (1951)
- 1958: 조니 스톰파나토 살해 사건
- 1965:
  - 1965년 101번 고속도로 저격 공격
  - 와츠 폭동
- 1966:
  - 컴튼스 카페테리아 폭동
  - 레너드 데드와일러 총격 사건
  - 셰리 조 베이츠 살인 사건
- 1967: 시어도어 L. 뉴턴 주니어와 조지 F. 아즈락 살인 사건
- 1968–69: 조디악 킬러는 5명의 알려진 희생자를 살해
- 1968:
  - 윌리엄 레너드 총격 사건
  - 로버트 F. 케네디 암살 사건
- 1969:
  - 테이트-라비앙카 살인 사건
  - 메러디스 헌터 살해 사건
- 1970:
  - 뉴홀 사건
  - 기예르모 산체스와 기야르도 산체스 사망 사건
  - 마린군 시민 센터 공격
- 1971–83: 랜디 크래프트는 16건의 살인죄로 사형 선고; 최대 61명을 살해한 혐의
- 1972: 유나이티드 캘리포니아 은행 강도 사건
- 1973–74: 제브라 살인 사건
- 1973: 마커스 포스터 암살 사건
- 1974:
  - 패티 허스트 납치 사건
  - 1974년 로스앤젤레스 국제공항 폭탄 테러
  - 알리스 페리 살인 사건
  - 베티 반 패터 살인 사건
- 1975: 제럴드 포드 암살 시도 새크라멘토에서의 제럴드 포드 암살 시도 및 샌프란시스코에서의 제럴드 포드 암살 시도
- 1976:
  - 캘리포니아 주립 대학교 풀러턴 학살 사건
  - 집시 힐 살인 사건
  - 1976년 초우칠라 납치 사건
  - 앤드류 J. 힌쇼—오렌지군 감정관으로 재직 중 뇌물, 횡령 및 공금 횡령 혐의로 기소. 뇌물 수수 유죄 판결 및 1년에서 14년의 동시 징역형 선고
- 1977:
  - 콜린 스탠 납치 사건
  - 벤투라 교살범
  - 골든 드래곤 학살
  - 메리 퀴글리 살인 사건
- 1977–78: 힐사이드 교살범
- 1978:
  - 1978년 옥스나드 클랜 폭동
  - 모스콘-밀크 암살 사건
- 1978–79: 스키드 로 칼잡이
- 1979:
  - 클리블랜드 초등학교 총기 난사 사건 (샌디에고)
  - 화이트 나이트 폭동
- 1980:
  - 노르코 총격전
  - 수잔 봄바디어 살인 사건
  - 수잔 루이즈 조던 사망 사건
- 1981:
  - 케디 살인 사건
  - 원더랜드 살인 사건
- 1984:
  - 마빈 게이 살해 사건
  - 커스텐 코스타스 살인 사건
  - 산이시드로 맥도날드 학살 사건
  - 비비 리 살해 사건
- 1985:
  - 미셸 아빌라 살인 사건
  - 알렉스 오데 살인 사건
- 1986:
  - 셰리 라스무센 살인 사건
  - 1986년 샌프란시스코 불꽃놀이 참사
  - 카라 노트 살인 사건
- 1986–88: 뇌물 및 특수 이익 (BRISPEC) 함정 수사—캘리포니아 주의회에서 12명의 공직자 유죄 판결 및 수감으로 이어졌다. 유죄 판결을 받은 선출직 공무원은 다음과 같다:
  - 폴 카펜터: 음모, 우편 사기 및 사법 방해로 7년형 선고
  - 프랭크 힐: 공갈, 돈세탁 및 음모로 46개월형 선고
  - 조지프 B. 몬토야: 공갈, 돈세탁 및 조직적 범죄 활동으로 5년형 복역
  - 팻 놀란: 조직적 범죄 활동으로 33개월형 선고
  - 앨런 로빈스: 조직적 범죄 활동 및 소득세 탈루로 5년형 선고
- 1987: 퍼시픽 사우스웨스트 항공 1771편 납치 사건
- 1988:
  - 서니베일 ESL 총격 사건
  - 댄 몬테칼보 사건
  - 앰버 스워츠-가르시아 납치 사건
  - 미카엘라 가레히트 실종 사건
- 1989: 클리블랜드 초등학교 총기 난사 사건 (스톡턴)
- 1991–2009: 제이시 두가드 유괴 사건
- 1991:
  - 로드니 킹 폭행 사건
  - 라타샤 할린스 살해 사건
  - 1991년 새크라멘토 인질 사건
- 1992:
  - 1992년 코첼라 총격 사건
  - 1992년 로스앤젤레스 폭동
  - 린드허스트 고등학교 총기 난사 사건
  - 도널드 스콧 살해 사건
- 1993:
  - 하버 시티 연쇄 총격 사건
  - 컬럼비아 파크 갱 총격 사건
  - 101 캘리포니아 스트리트 총격 사건
  - 폴리 클라스 살인 사건
  - 레아 멕 살인 사건
- 1994: O. J. 심슨 살인 사건
- 1995:
  - 1995년 샌디에고 탱크 난동 사건
  - 스테파니 쿠헨 살인 사건
  - 월터 R. 터커 3세—공갈 7건 및 탈세 2건으로 유죄 판결; 27개월 징역형 선고
- 1996:
  - 한 쌍둥이 살인 음모
  - 크리스틴 스마트 살인 사건
  - 엘리스 팔러 살인 사건
  - 1996년 샌디에고 주립 대학교 총격 사건
  - 라일 앤 에릭 메넨데스—부모 살해죄로 가석방 없는 종신형 선고
- 1997–2005: 블랙 위도우 살인 사건
- 1997:
  - 에니스 코스비 살인 사건
  - 노스할리우드 총격전
  - 노토리어스 B.I.G. 살인 사건
  - 던바 무장 강도 사건
- 1997–98: 램파트 스캔들
- 1999:
  - 코스타 메사 학교 차량 공격
  - 새크라멘토 시너고그 방화 사건
  - 게리 맷슨과 윈필드 마우더 살인 사건
  - 로스앤젤레스 유대인 공동체 센터 총격 사건
- 2000:
  - 2000년 LAX 폭탄 테러 계획
  - 미셸 오키프 살인 사건
- 2001:
  - 2001년 아일라비스타 살해 사건
  - 2001년 네바다군 총격 사건
  - 2001년 캘리포니아 유대인 방위 연맹 음모
  - 산타나 고등학교 총기 난사 사건
  - 스티븐슨 랜치 총격전
- 2011-12년 로스앤젤레스 방화 사건
- 2002:
  - 2002년 로스앤젤레스 국제공항 총격 사건
  - 그웬 아라우조 살인 사건
  - 레이시 피터슨 살인 사건
- 2003:
  - 라나 클락슨 살인 사건
  - 데안드레 브런스턴 총격 사건
  - 산타 모니카 파머스 마켓 충돌 사건
  - 예툰데 프라이스 살인 사건
- 2004:
  - 2004년 제너, 캘리포니아 이중 살인 사건
  - 토마스와 재키 호크스 살인 사건
  - 앨버트 T. 로블레스—뇌물 수수, 돈세탁 및 유권자 권리 박탈 30건으로 유죄 판결; 10년형 선고 및 639,000달러 배상 명령
- 2005: 랜달 해럴드 커닝햄—탈세, 뇌물 공갈, 우편 사기 및 전신 사기 공모에 대해 유죄를 인정; 100개월형 선고. 2021년 조건부 사면
- 2006:
  - 골레타 우편 시설 총격 사건
  - 폴 리차즈—뇌물 및 리베이트 혐의로 연방 교도소에서 16년형 선고
- 2007:
  - 2007년 맥아더 공원 집회 사건
  - 호손 고등학교 갱단 폭력
  - 천시 베일리 살인 사건
  - 2007년 데 안자 대학 강간 수사
- 2008:
  - 래리 킹 살해 사건
  - 에드 주—공갈, 뇌물 및 위증 유죄 판결
  - 자미엘 쇼 2세 살인 사건
  - 볼로냐 가족 살인 사건
  - 얀 피에트르작과 퀴아나 젠킨스-피에트르작 살인 사건
  - SiPort 총격 사건
  - 코비나 학살 사건
- 2009:
  - 오스카 그랜트 총격 사건
  - 산드라 칸투 살인 사건
  - 2009년 오클랜드 경찰관 총격 사건
  - 2009년 리치몬드 고등학교 집단 강간 사건
- 2010:
  - 리디아 샤츠 살인 사건
  - 오클랜드 고속도로 총격전
  - 더글러스 저비 살해 사건
- 2011:
  - 제프 홀 살인 사건
  - 미셸 리 살인 사건
  - 켈리 토마스 살해 사건
  - 2011년 실비치 총격 사건
  - 서던 캘리포니아 에디슨 총격 사건
- 2011-12년 로스앤젤레스 방화 사건
- 2012:
  - 레이 가족 살인 사건
  - 오이코스 대학교 총기 난사 사건
  - 밍 콰와 잉 우 살인 사건
  - 2012년 애너하임, 캘리포니아 경찰 총격 및 시위
  - 프레즈노 육류 공장 총격 사건
- 2013:
  - 크리스토퍼 도너 총격 및 수색 사건
  - 2013년 산타크루즈 경찰관 총격 사건
  - 클라우디아 마우핀과 올리버 노스업 살인 사건
  - 가브리엘 페르난데스 살인 사건
  - 2013년 산타 모니카 총격 사건
  - 한나 앤더슨 납치 사건
  - 앤디 로페스 살해 사건
  - 2013년 로스앤젤레스 국제공항 총격 사건
  - 리카르도 디아즈 제페리노 총격 사건
  - 밥 필너—불법 감금 및 구타 혐의에 대해 유죄 인정.
- 2013–14: 80번 고속도로 강간범
- 2014–16: 샌프란시스코 경찰국 문자 메시지 스캔들
- 2014:
  - 2014년 스톡턴 은행 강도 사건
  - 이젤 포드 살해 사건
  - 릴랜드 이—부패 및 무기 밀매
  - 앨릭스 니에토 살해 사건
  - 2014년 아일라비스타 살해 사건
- 2015:
  - 2015년 샌버너디노 총기 난사 사건
  - 메간 호카데이 살해 사건
  - 찰리 룬데우 케우낭 살해 사건
  - 매디슨 미들턴 살인 사건
  - 케이트 스테인리 총격 사건
  - 매튜 멀러는 납치, 강도, 강제 강간, 구타, 폭행, 불법 감금 혐의에 대해 유죄를 인정하고 노 콘테스테레를 선언한 후 31년 및 40년 징역형 선고.
- 2016:
  - 오렌지군 남자 중앙 교도소 탈출 사건
  - 2016년 UCLA 총격 사건
  - 조지프 맨 살해 사건
- 2017:
  - 2017년 노스 파크 초등학교 총격 사건
  - 2017년 프레즈노 총격 사건
  - 샌프란시스코 UPS 총격 사건
  - 란초 테하마 총격 사건
- 2017-19: 에드 벅—두 남자에게 치명적인 양의 메스암페타민을 제공한 것을 포함하여 9건의 연방 혐의로 30년 징역형 선고
- 2018:
  - 블레이즈 번스타인 살인 사건
  - 스테폰 클라크 살해 사건
  - 하트 가족 살인 사건
  - 욘트빌 총격 사건
  - 앤서니 아발로스 살인 사건
  - 사우전드오크스 총기 난사 사건
  - 툴레어군 총격 사건
- 2019:
  - 포웨이 시너고그 총격 사건
  - 길로이 갈릭 페스티벌 총격 사건
  - 오린다 총격 사건
  - 2019년 사우가스 고등학교 총격 사건
  - 2019년 프레즈노 총격 사건
  - 유니온 시티, 캘리포니아 초등학교 이중 살인 사건
  - 노르망디 버고스—강제 소도미 및 미성년자에 대한 음란 행위를 포함한 60건의 아동 성추행 혐의로 255년 징역형 선고
- 2020–24: 샌프란시스코 공공 사업국 부패 스캔들
- 2020:
  - 2020년 부갈루 살인 사건
  - 안드레스 구아르다도 살해 사건
  - 디종 키지 살해 사건
  - 아과앙가 총격 사건
  - 2020년 로스앤젤레스 경찰관 총격 사건
  - 앤서니 레반도스키—영업 비밀 절도 1건에 대해 유죄를 인정. 2020년 사면.
  - 호세 우이자르—조직적 범죄 활동 및 탈세 혐의에 대해 유죄를 인정; 13년 징역형 선고 및 로스앤젤레스 시에 443,905달러, 미국 국세청에 38,792달러 배상 명령
- 2021–22: 스톡턴 연쇄 총격 사건
- 2021:
  - 비차 라타나파크디 살해 사건
  - 2021년 오렌지, 캘리포니아 사무실 총격 사건
  - 2021년 산호세 총격 사건
  - 미첼 잉글랜더–로스앤젤레스 시의회에서 부정부패 조사를 진행하던 연방 수사관과의 인터뷰에서 중요한 사실을 위조한 혐의에 대해 유죄를 인정하여 14개월 징역형, 3년의 보호 관찰 및 15,000달러 벌금 선고
  - 토랜스 경찰서 문자 메시지 스캔들
- 2022:
  - 브리아나 쿠퍼 살인 사건
  - 2022년 새크라멘토 총격 사건
  - 2022년 라구나 우즈 총격 사건
  - 2022년 브링크스 절도 사건—레벡 근처 I-5번 고속도로 변 트럭 휴게소에 주차된 브링크스 트럭 뒤편에서 870만 달러에서 1억 달러 상당의 보석이 도난당했다.
  - 롭 마르퀴즈 아담스 살해 사건
  - 사바나 그라치아노 살해 사건
  - 2022년 오클랜드 학교 총격 사건
  - 폴 펠로시 공격 사건
  - 엘리자베스 홈즈—전신 사기 3건 및 전신 사기 공모 1건에 대해 유죄 판결
  - 라메쉬 "서니" 발와니—전신 사기 9건 및 전신 사기 공모 2건에 대해 유죄 판결
  - 마이클 아베나티—14년 징역형 선고 및 횡령 및 사기로 거의 1,100만 달러 배상 명령
- 2023:
  - 2023년 고션 총격 사건
  - 2023년 몬터레이 파크 총격 사건
  - 2023년 하프 문 베이 총격 사건
  - 2023년 트라부코 캐년 총격 사건
  - 해리 시드후—사법 방해 1건, 전신 사기 1건, 연방수사국 및 연방항공국에 대한 허위 진술 2건에 대해 유죄 인정
  - 미셸과 케네스 맥—조직적 소매 절도 및 조직적 소매 절도 음모로 5년 징역형 선고
- 2024:
  - 부활절 일요일 강도 사건
  - 코첼라 집회에서 도널드 트럼프 암살 미수 혐의
  - 2024년 산타 모니카 칼리지 총격 사건
  - 비트와이즈 인더스트리스의 공동 창립자이자 공동 CEO인 이르마 올긴 주니어와 제이크 소베랄은 전신 사기에 대해 유죄를 인정했다.
  - 호르헤 아르만도 콘트레라스—횡령으로 연방 교도소에서 70개월형 선고
  - 레너드 글렌 프랜시스 ("팻 레너드")—뇌물, 사기, 법정 불출석으로 15년 징역형 선고
  - 전 하원 의원 TJ 콕스는 사기 2건에 대해 유죄를 인정하고 최대 350만 달러의 배상금을 지불하기로 합의
- 2025:
  - 데이비드 미쉬—1986년 미셸 자비에르와 제니퍼 듀이 살인 사건으로 25년형 두 번 선고; 이전 마거릿 볼 살인 사건으로 종신형 선고에 이은 것.
  - 미즈하라 잇페이—은행 사기 및 허위 세금 신고서 제출에 대해 유죄를 인정한 후 연방 교도소에서 57개월형 선고 및 오타니 쇼헤이에게 1,700만 달러 배상 명령
  - 토마스 기라디—전신 사기 및 횡령으로 87개월 징역형 선고, 35,000달러 벌금 및 230만 달러 배상 명령
  - 앤드류 도—뇌물 공모에 대해 유죄를 인정하여 연방 교도소에서 5년형 선고.
  - 2025년 팜스프링스 불임 클리닉 폭탄 테러

## 같이 보기
- 캘리포니아주 지역별 범죄율
- 샌프란시스코 범죄 조직
- 산호세 범죄 조직
- 로스앤젤레스 범죄 조직

일반:
- 미국의 범죄
- 캘리포니아주의 형사소송법

## 내용주
1. ↑  2014년, "강제 강간"이라는 범죄가 "강간"으로 변경되었다. 이 정의는 남성 및 여성 피해자 모두를 포함하도록 확대되었고 강간으로 이해되는 다양한 형태의 성적 침투를 반영한다.

## 더 읽어보기
- Oceanside에 살기 (샌디에고 리더)